# Nesbyen (gemeente)
Nesbyen is een gemeente in de Noorse provincie Buskerud gelegen in de vallei Hallingdal in het zuiden van Noorwegen. Het gemeentebestuur in het gelijknamige dorp Nesbyen. De gemeente telde 3357 inwoners in januari 2017. Tot 2000 stond de gemeente bekend onder de naam Nes, waarachter veelal de toevoeging (Buskerud) werd gevoegd. Dit ter onderscheid van Nes (Akershus). 

## Geografie
Nesbyen grenst in het noorden aan Gol, in het oosten aan Sør-Aurdal, in het zuidoosten aan Flå, in het zuidwesten aan Nore og Uvdal en in het westen aan Ål.

## Plaatsen in de gemeente
- Nesbyen